# Славська селищна територіальна громада
Славська селищна громада — територіальна громада України, у Стрийському районі Львівської області. Адміністративний центр — смт Славсько.
Площа громади — 429,9 км², населення — 14 217 мешканців (2021).
Утворена 16 серпня 2017 року шляхом об'єднання Славської селищної ради та Волосянківської, Либохорської, Нижньорожанської сільських рад Сколівського району.
На території громади розташована гора Тростян, біля якої розміщено популярний гірськолижний курорт.

## Населені пункти
До складу громади входять 1 смт (Славсько) і 15 сіл:
- Верхня Рожанка
- Волосянка
- Головецько
- Грабовець
- Кальне
- Лавочне
- Либохора
- Нижня Рожанка
- Опорець
- Пшонець
- Тернавка
- Тухля
- Хащованя
- Хітар
- Ялинкувате